# Château de Santiago
Le château de Santiago est situé dans la ville espagnole de Sanlucar de Barrameda, dans la province de Cadix, en Andalousie.

## Présentation
Il a été construit par la Maison de Medina Sidonia (es) entre 1477 et 1478 sous le patronage de Enrique Pérez de Guzmán y Meneses (es), le duc de Medina -Sidonia et Seigneur de Sanlucar. Il est situé dans le coin nord-est de l'ancienne citadelle construite à l'époque de Guzman le Bon (es), premier seigneur de Sanlúcar, au bord du ravin qui sépare la ville.
Son style est gothique tardif. Il est construit en adobe, et en pierre de maçonnerie. Son plan est rectangulaire, avec une barbacane et des tours disposées autour d'une place centrale. Dans le coin nord-est se trouve l'ensemble de la aula maior et de la torre del homenaje.

## Protection
Le château fait l’objet d’un classement en Espagne au titre de bien d'intérêt culturel depuis le 2 mars 1972.

### Source
- (es) Cet article est partiellement ou en totalité issu de l’article de Wikipédia en espagnol intitulé « Castillo de Santiago (Sanlúcar de Barrameda) » (voir la liste des auteurs).